# Jock

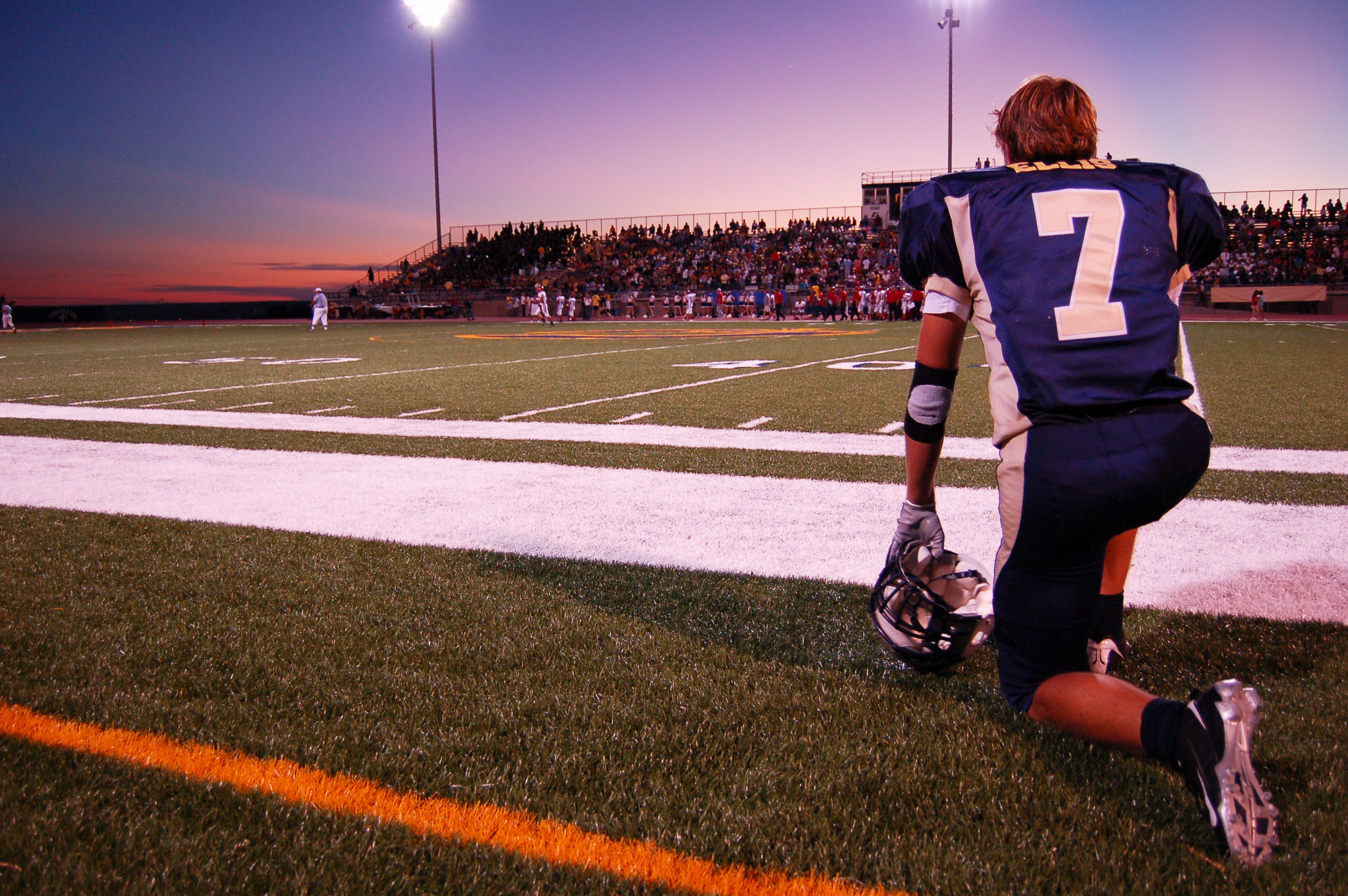

미국에서 처음 쓰인 jock이라는 표현은 전형적인 남자 운동선수를 뜻하며, 주로 청소년 하위문화에 속하는 고등학교나 대학교 운동선수를 말한다. 사회학에서 작은 프레피와 아이비리거 같은 사교계 명사 하위문화에 속한다. 작이라는 표현은 운동선수라는 뜻의 애슬리트(athlete)와 동의어인 포괄적 용어이기도 하다.
작과 비슷한 단어로는 메시드(meathead), 머슬브레인(musclebrain), 머슬헤드(musclehead)가 있는데, 이것은 작이 근육질의 몸을 가졌지만 똑똑하지는 않으며, 스포츠, 운동, 섹스와 관련된 주제 이외에는 대화를 하지 못하는 전형적인 모습을 빗대어 표현한 것이다.

## 유래
남성 운동선수를 뜻하는 작이라는 표현은 1963년 경부터 쓰인 것으로 추정되는데, 운동 경기 중에 남성의 생식기를 보호하기 위해 입는 속옷인 작스트랩(jockstrap)에서 나온 것으로 보인다. 이후, 미국 문화에서 작의 개념은 체육계 남성의 부정적인 고정관념을 가리키게 되었다.
작은 또 다른 부정적 고정관념인 너드와 대비되기도 하는데, 이러한 양분은 수많은 미국 영화, 텔레비전 프로그램, 서적에서 무궁무진하게 다루고 있는 주제이다.

## 고정관념
다음 목록은 매체에서 흔히 차용하는 작에 대한 고정관념이다.
- 심한 잘난체와 자기중심적 사고
- 호전적인 성향
- 무례하고 거만한 태도
- 미남, 근육질, 탄탄한 외모
- 우둔한 지능
- 술과 약물의 남용
- 대체로 여자에게 인기
- 성적 경험이 빠르고 일상적
- 촌스럽거나 외톨이, 너드에 속하는 사람을 괴롭힘

작은 오로지 운동 능력을 유지하는 것만으로도 특별한 대우(예: 잘못된 행위에 대한 처벌의 감형, 실력에 비해 과분한 학점)를 받는다는 것이 일반적인 생각이다.

## 같이 보기
- 너드
- 아이비 리그